# Archaeogaleus
Archaeogaleus lengadocensis
Genre
Espèce
Archaeogaleus est un genre éteint de Carcharhinidae qui a vécu lors du Crétacé. Une seule espèce est connue, Archaeogaleus lengadocensis, du Valanginien en France. C’est le plus ancien Carcharhinidae connu et il semble que sa dentition soit proche de celle du genre de requins Scoliodon moderne.

## Systématique
Le genre Archaeogaleus et l'espèce Archaeogaleus lengadocensis ont été décrits en 2014 par les paléontologues français Guillaume Guinot (d), Henri Cappetta et Sylvain Adnet (d).

## Étymologie
Le nom générique, Archaeogaleus, est la combinaison du terme en grec ancien ἀρχαῖος, arkhaîos, « ancien », et du nom générique Galeus et fait allusion à l'ancienneté du genre Archaeogaleus.
Son épithète spécifique, composée de lengadoc et du suffixe latin -ensis, « qui vit dans, qui habite », lui a été donnée en référence au lieu de sa découverte, le Languedoc (Lengadòc en occitan).

## Publication originale
- (en) Guillaume Guinot, Henri Cappetta et Sylvain Adnet, « A rare elasmobranch assemblage from the Valanginian (Lower Cretaceous) of southern France », Cretaceous Research, Elsevier, vol. 48,‎ mars 2014, p. 54-84 (ISSN 0195-6671 et 1095-998X, OCLC 36935308, DOI 10.1016/J.CRETRES.2013.11.014, lire en ligne).